# Martin Toporek
Martin Toporek (ur. 15 lutego 1961 w Wiedniu) – austriacki lekkoatleta, chodziarz, dwukrotny olimpijczyk.

## Kariera sportowa
Zajął 13. miejsce w chodzie na 10 000  metrów na mistrzostwach Europy juniorów w 1979 w Bydgoszczy. Startując w rywalizacji seniorów zajął 21. miejsce w chodzie na 20 kilometrów na igrzyskach olimpijskich w 1980 w Moskwie.
Zdobył brązowy medal na halowych mistrzostwach Europy w 1982 w Mediolanie w chodzie na 5000 metrów (była to konkurencja pokazowa), za reprezentantami Włoch Maurizio Damilano i  Carlo Mattiolim. Na kolejnych halowych mistrzostwach Europy w 1983 w Budapeszcie został w tej konkurencji zdyskwalifikowany. Na igrzyskach olimpijskich w 1984 w Los Angeles zajął 29. miejsce w chodzie na 20 kilometrów. Zajął 16. miejsce w chodzie na 20 kilometrów i 21. miejsce w Chód na 50 kilometrów na mistrzostwach Europy w 1986 w Stuttgarcie. Został zdyskwalifikowany w eliminacjach chodu na 5000 metrów na halowych mistrzostwach Europy w 1987 w Liévin, a na halowych mistrzostwach Europy w 1989 w Hadze zajął w tej konkurencji 9. miejsce.
Toporek był mistrzem Austrii w chodzie na 10 000 metrów w 1979 i 1980, w chodzie na 20 kilometrów w latach 1981–1987, 1990 i 1991 oraz w chodzie na 50 kilometrów w 1991, a także halowym mistrzem Austrii w chodzie na 5000  metrów w latach 1990–1992. Był również wicemistrzem Austrii w chodzie na 5000 metrów w 2011.
Jest aktualnym (grudzień 2020) rekordzistą Austrii na następujących dystansach:
- chód na 20 000 metrów – 1:25:32 (26 kwietnia 1986, Bergen)
- chód na 30 000 metrów – 2:26:20 (4 maja 1996)
- chód na 20 kilometrów – 1:25:46 (9 czerwca 1984, Fredrikstad)
- chód na 5000 metrów (hala) – 19:37,57 (16 grudnia 1966, Wiedeń)

W 1996 wykryto w organizmie Toporka niedozwolone substancje (metylefedrynę, efedrynę, pseudoefedrynę). Został zdyskwalifikowany na 3 miesiące.